# Robert Popov
Pour les articles homonymes, voir Popov.
Robert Popov, né le 16 avril 1982 est un ancien footballeur international macédonien. Il évoluait au poste de défenseur.